# Rue Paul-Bert (Aubervilliers)
Pour les articles homonymes, voir Rue Paul-Bert.
La rue Paul-Bert à Aubervilliers est une voie de circulation située dans le centre de la ville.

## Situation et accès
La partie ouest de la rue est piétonne, entre l'avenue de la République et la rue des Cités.

## Origine du nom

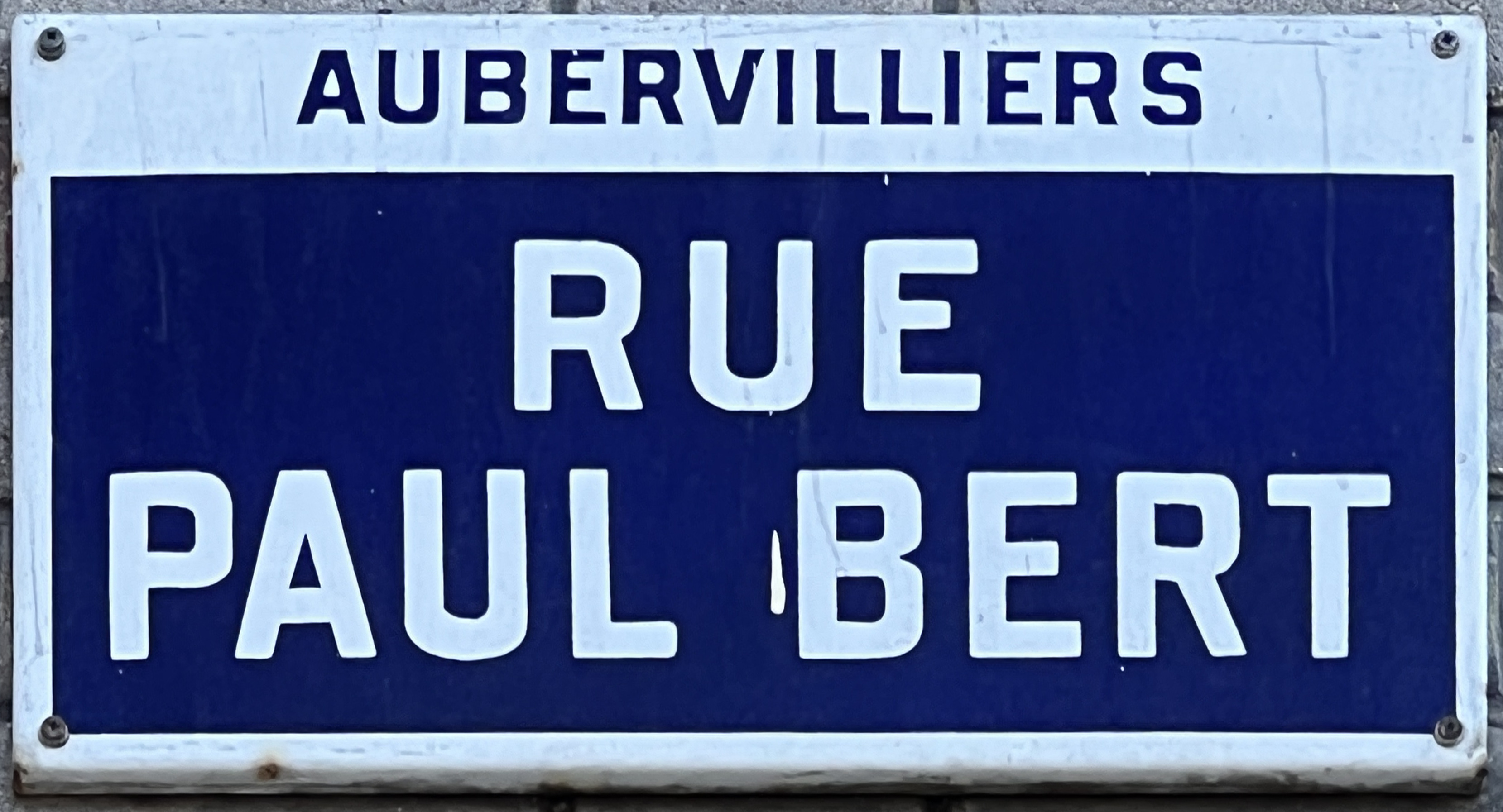
Plaque de la rue.

Cette rue est nommée en hommage à Paul Bert (1833-1886), scientifique et homme politique français du XIXe siècle.

## Historique

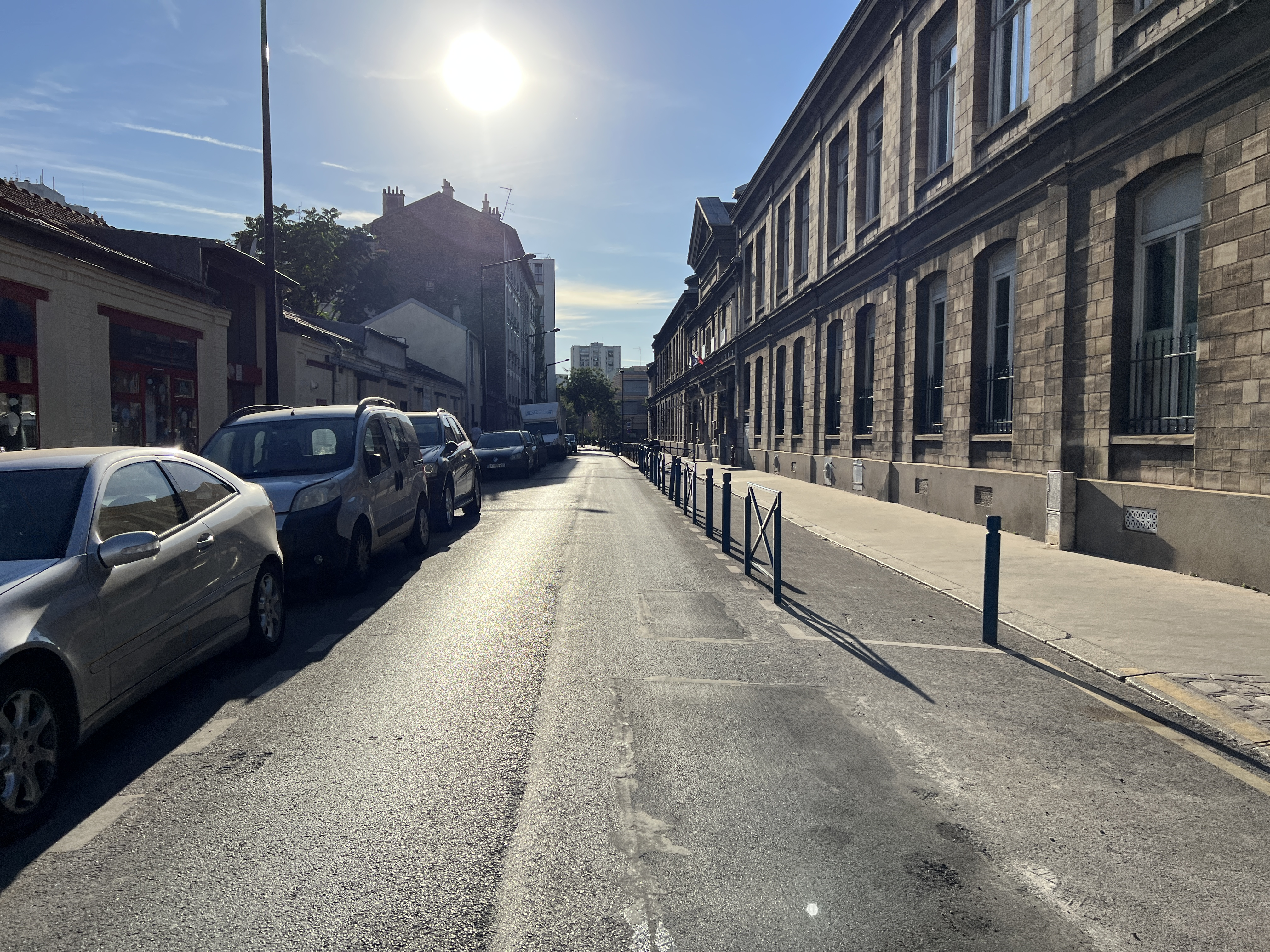
La rue en juillet 2022.

## Bâtiments remarquables et lieux de mémoire
- Groupe scolaire Paul-Bert, construit en 1888[3], par l’architecte Valez[4],[5].
- Au no 7, des bains-douches municipaux construits en 1925[6], aujourd'hui devenus un Centre médico Psycho Pédagogique[7].